# Wanhatti
Wanhatti – miasto w Surinamie, w dystrykcie Marowijne, nad rzeką Cottica.